# Jules Cardot
Pierre Léon Jules Cardot (Stenay (Meuse), 18 de agosto de 1860 — Charleville, 22 de novembro de 1934) foi um botânico e briologista que se especializou no estudo dos musgos, sendo considerado um dos maiores especialistas nos musgos da Antártida. Também se dedicou ao estudo das Rosaceae.

## Biographie
Jules Cardot nasceu a 18 de agosto de  1860 em Stenay, Meuse, comuna de que seu pai, Jean-Pierre Léon Cardot, agricultor, foi presidente da Câmara (maire). Estudou no liceu de Bar-le-Duc, onde um dos seus condiscípulos foi Raymond Poincaré.
Problemas de saúde forçaram-no a interromper os estudos. Um amigo de seu pai introduziu-o nos estudos de botânica, recorrendo à sua colaboração nos trabalhos que visavam a publicação de um Catálogo de plantas vasculares no distrito de Montmédy (Catalogue des plantes vasculaires de l'arrondissement de Montmédy). Depois de estudar as Filicophyta (pteridófitos)  e fanerógamas, acabou por se especializar no estudo de musgos e líquenes e publicou em 1882 um Catálogo de musgos e hepáticas colhidas em torno de Stenay e Montmédy (Catalogue des Mousses et des Hépatiques récoltées aux environs de Stenay et de Montmédy).
Apesar de inicialmente se ter dedicado ao estudo das Rosaceae, acabou por se especializar em Briologia, mantendo estreita colaboração com Ferdinand Renauld (1837–1910), um dos grandes especialistas franceses. Interessou-se particularmente por musgos de regiões exóticas, como o Japão, Taiwan, África Ocidental, Madagáscar, México e Antártica, e publicou, entre outras obras, monografias sobre os musgos da região do Estreito de Magalhães e da Terra do Fogo (1908) e de Madagáscar (1916). Estudou mais de 130 novas espécies de plantas que descreveu maioritariamente no The Bryologist, no Bulletin de l'Herbier Boissier e no Bulletin du Muséum national d'histoire naturelle, em particular nos géneros Aria, Photinia, Potentilla, Prunus e Sorbus.
Foi genro do botânico belga Louis Piré, pois casou com Marie Piré, filha daquele botânico e sobrinha de Philippe Dautzenberg. O casal teve um filho em 1866, Henry Cardot, que se fixou em Charleville.
De 1882 a 1915, Cardot publicou, em francês ou em inglês, uma dezena de obras sobre a flora biológica da Europa, de Java, da América do Norte, do Japão, da Coreia, de  Taiwan e das terras antárticas. Considerando o maior especialista na briologia antártica foi-lhe confiada a determinação dos espécimes botânicos recolhidos pelas expedições às terras austrais lideradas por Jean-Baptiste Charcot, Adrien de Gerlache de Gomery, Adolf Erik Nordenskiöld e Ernest Shackleton.
Realizou e publicou um estudo sobre os musgos e hepáticas do Alaska e da Antártida. Efetuou numerosas expedições botânicas e ao longo da sua carreira determinou e deu o nome a 40 géneros e mais de 1200 espécies de musgos e hepáticas.
A sua biblioteca e a coleção de espécimes briológicas de herbário, que continha mais de 10 000 espécies, que mantinha nos seus laboratórios em Charleville, foram severamente danificadas e pilhados durante a Primeira Guerra Mundial na sequência dos bombardeamentos que aquela cidade então sofreu. O que restou do herbário foi adquirido pelo Muséum d’histoire naturelle de Paris.
No final da Primeira Guerra Mundial, Cardot foi contratado pela agência económica do Governo Geral da Indochina (Gouvernement Général de l'Indochine), em Paris, na qual foi chefe do serviço científico de 1917 a 1931.
Faleceu vítima de uma crise cardíaca quando cardíaco organizava os herbários do museu de Charleville, a 22 de novembro de 1934.
A Academia das Ciências de França concedeu-lhe em 1893 o "Prix Montague" pelo seu trabalho sobre musgos das famílias Leucobryaceae e Fontinalaceae. Em 1923 foi feito cavaleiro da Legião de Honra.
O seu nome é lembrado na toponímia de uma rua em Charleville-Mézières. O seu nome serviu de epónimo para, entre outras, as seguintes espécies: Photinia cardotii F.P.Metcalf (Rosaceae); Potentilla cardotiana Hand.-Mazz. (Rosaceae); Rosa cardotii Masam. (Rosaceae); e Rubus cardotii Koidz. (Rosaceae). O seu nome é epónimo dos nomes genéricos Cardotia Besch. ex Cardot, Cardotiella Vitt e Neocardotia Thér. & E.B.Bartram.

## Obras
Entre muitas outras, é autor das seguintes obras:
- Jules Cardot et Ferdinand Renauld, Histoire naturelle des plantes mousses, 1913.
- Jules Cardot, La Flore bryologique des Terres Magellaniques, de la Géorgie du Sud et de l'Antarctide, 1908.
- Jules Cardot & Irénée Thériot, New or Unrecorded Mosses of North America // The Bryologist, vol. 8 n.° 1, n.° 2, n.° 4, n.° 5, 1905; vol. 9, n.° 1, 1906.
- Jules Cardot, Nouvelle contribution à la flore bryologique des îles atlantiques // Bull.Herb.Boissier.Sér.2, Genève, imp. Romanet, tome V, n.° 2, pp. 201 sq, février 1905.
- Jules Cardot, Résultats du voyage du S.Y. Belgica en 1897-1899 sous le commandement d'A. de Gerlache de Gomery, 1901 (relatório das recolhas do S.Y. Belgica na expedição comandada por Adrien de Gerlache de Gomery).
- Jules Cardot, Recherches anatomiques sur les Leucobryacées, 1900.
- Jules Cardot, Répertoire sphagnologique : catalogue alphabétique de toutes les espèces et variétés du genre Sphagnum avec la synonymie, La bibliographie et la distribution géographique, d'après les travaux les plus récents, 1897.
- Jules Cardot, Monographie des Fontinalacées, 1892.
- Jules Cardot, Ernest Delamare et Ferdinand Renauld, Flora Miquelonensis : florule de l'île Miquelon (Amérique du Nord). Énumération systématique avec notes descriptives des phanérogames vasculaires, mousses, sphaignes, hépatiques et lichens, 1888.
- Jules Cardot, Muscinées du département de la Meuse. Catalogue des Mousses et des Hépatiques récoltées aux environs de Stenay et de Montmédy, 1882.
- Jules Cardot, Nouvelle contribution à la flore bryologique des îles atlantiques. // Bull.Herb.Boissier.Sér.2., Geneva. Impr. Romanet. Vol. v (2). Feb. 1905

## Links
- «Liste des espèces étudiées par Jules Cardot». IPNI.
- photographie de Jules Cardot sur l'Internet Archive
- Jules, Marie et Henry Cardot sur l'Internet Archive
- Global Plants, JSTOR
- Cardot, Jules. Tropicos.org. Missouri Botanical Garden (mit Liste der beschriebenen Moosnamen). Abgerufen am 16. Juli 2015